# Лук шероховатый
Лук шероховатый (лат. Allium trachyscordum) — многолетнее травянистое растение, вид рода Лук (Allium) семейства Луковые (Alliaceae).

## Распространение и экология
В природе ареал вида охватывает Тянь-Шань (Каратау, Киргизский хребет, Чу-Илийские горы). Эндемик.
Произрастает на выходах пестроцветных пород и на каменистых склонах.

## Ботаническое описание
Луковицы цилиндро-конические, скучены по нескольку, прикреплены к восходящему корневищу, с бурыми сетчатыми оболочками. Стебель высотой 25—30 см выс, прямой, бороздчатый, очень шероховатый, почти волосистый, при основании или на четверть одетый мохнатыми влагалищами листьев.
Листья в числе 3—4, линейные, шириной 1,5—3 мм, плоские, обычно волосистые, значительно короче стебля.
Зонтик полушаровидный, реже шаровидный, многоцветковый, рыхлый. Листочки ширококолокольчатого околоцветника красновато-фиолетовые, длиной 7 мм, реже 5—6 мм, почти равные, продолговато-ланцетные, острые, очень редко тупые. Нити тычинок немного короче околоцветника, при самом основании сросшиеся, цельные. Столбик немного выдается из околоцветника.
Коробочка в полтора раза короче околоцветника.

## Таксономия
Вид Лук шероховатый входит в род Лук (Allium) семейства Луковые (Alliaceae) порядка Спаржецветные (Asparagales).
|  |                                      |  |                                                             |                                                             |                   |  | ещё 24 семейства (согласно Системе APG II) | ещё 24 семейства (согласно Системе APG II) |                     |  |  |  | ещё более 870 видов |
|  |                                      |  |                                                             |                                                             |                   |  | ещё 24 семейства (согласно Системе APG II) | ещё 24 семейства (согласно Системе APG II) |                     |  |  |  | ещё более 870 видов |
|  |                                      |  |                                                             | порядок Спаржецветные                                       |                   |  |                                            |                                            | род Лук             |  |  |  |                     |
|  |                                      |  |                                                             | порядок Спаржецветные                                       |                   |  |                                            |                                            | род Лук             |  |  |  |                     |
|  | отдел Цветковые, или Покрытосеменные |  |                                                             |                                                             | семейство Луковые |  |                                            |                                            | вид Лук шероховатый |  |  |  |                     |
|  | отдел Цветковые, или Покрытосеменные |  |                                                             |                                                             | семейство Луковые |  |                                            |                                            |                     |  |  |  |                     |
|  |                                      |  | ещё 44 порядка цветковых растений (согласно Системе APG II) | ещё 44 порядка цветковых растений (согласно Системе APG II) |                   |  |                                            | ещё около 300 родов                        | ещё около 300 родов |  |  |  |                     |
|  |                                      |  |                                                             | ещё 44 порядка цветковых растений (согласно Системе APG II) |                   |  |                                            |                                            | ещё около 300 родов |  |  |  |                     |